# كاثوليك (رواية)
كاثوليك (بالإنجليزية: Catholics)‏ هي رواية للكاتب الكندي برايان مور، نشرت عام 1972، عن دار نشر ماكليلاند آند ستيوارت وآخرين. 